# Пасхал, Игорь Юрьевич
Игорь Юрьевич Пасхал (род. 7 марта 1982, Херсон) — украинский футбольный судья.

## Биография
Окончил Херсонский государственный университет.
В 2000 году начал судейскую карьеру в матчах региональных соревнований, с 2001 года стал судьёй чемпионата среди любителей, с 2007 года — второй лиги, с 2012 года — первой лиги. С 2015 года обслуживает матчи Премьер-лиги. Судейство в премьер-лиге начал 30 мая 2015 года в заключительном 26-м туре в матче «Динамо» (Киев) — «Металлург» (Запорожье).
Несколько лет подряд считался лучшим футбольным арбитром Херсонской области.

## Статистика в высшей лиге
По состоянию на 12 июля 2019:
| Сезон   | Матчи | Предупреждён | Red card | Пенальти |
| ------- | ----- | ------------ | -------- | -------- |
| 2014/15 | 1     | 4            | —        | —        |
| 2015/16 | 9     | 60           | 3        | 1        |
| 2016/17 | 9     | 61           | 3        | 1        |
| 2017/18 | 8     | 58           | 6        | 3        |
| 2018/19 | 11    | 65           | 4        | 7        |
| Всего   | 38    | 248          | 18       | 12       |